# Club Nacional Táchira
Maillots
Le Club Nacional Táchira est un club vénézuélien de football basé à Táchira.

## Historique
Le club remporte le seul titre majeur de son histoire lors de la saison 2001-2002 du championnat vénézuélien de première division. Après avoir terminé en tête du tournoi de Clôture, le club de Táchira s'impose en finale nationale face à Estudiantes de Mérida, après la séance de tirs au but. Le Nacional obtient donc son billet pour la Liguilla pré-Libertadores, en compagnie d'Estudiantes et de deux clubs mexicains (UNAM et Cruz Azul). Le Nacional termine dernier de la Liguilla et ne peut participer à la phase de groupes de la Copa Libertadores 2003.
L'embellie du club est cependant de très courte durée puisque le Nacional Táchira ne peut même pas défendre totalement son titre la saison suivante; pour des raisons financières, le club est purement et simplement dissous à l'issue du tournoi Ouverture de la saison 2002-2003.

## Palmarès
- Championnat du Venezuela :
  - Vainqueur en 2001-2002

## Joueurs notables
- Giancarlo Maldonado
- Jorge Alberto Rojas
- Renny Vega
- Héctor González